# Tor Nessling

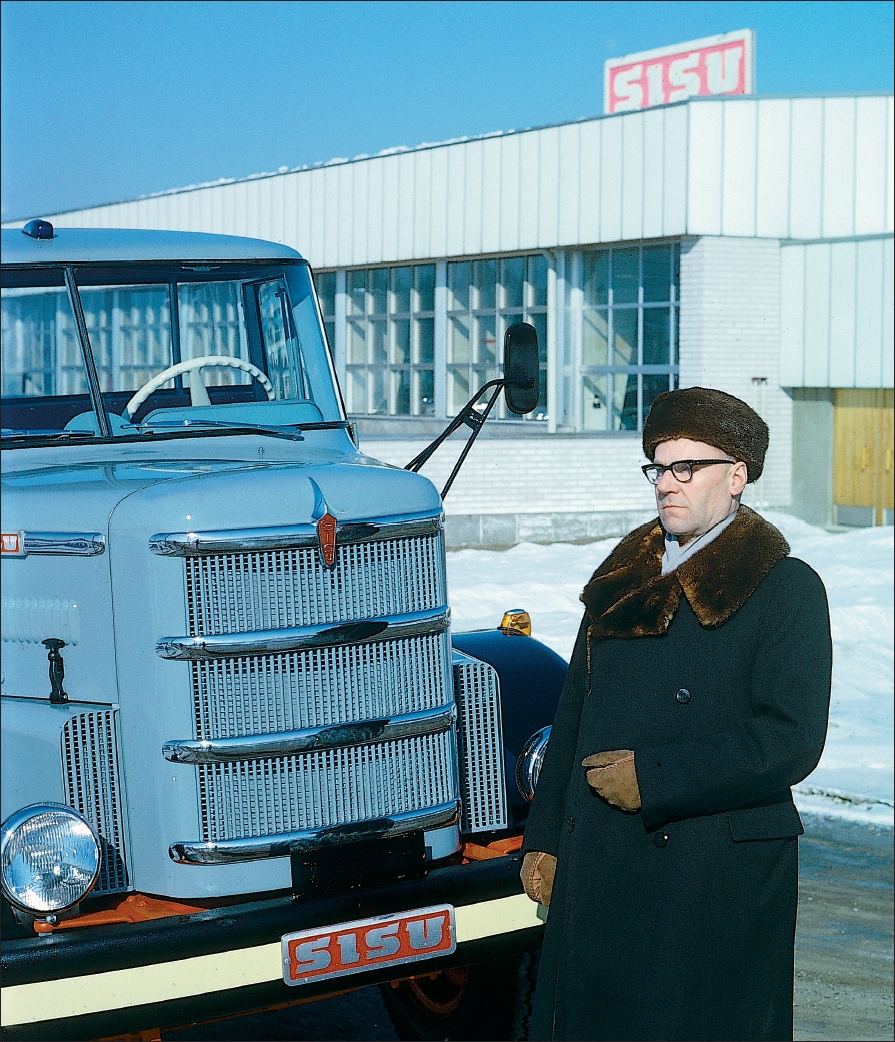
Tor Ragnar Nessling

Tor Ragnar Nessling, född 6 november 1901 i Helsingfors, död 23 november 1971 i Helsingfors, var en finländsk industriman. Nesslings livsverk var som VD för Oy Suomen Autoteollisuus Ab 1932–1970 där han utvecklade företaget från en liten monteringsfabrik till ett betydande företag. Hans hustru Maj grundade Maj och Tor Nesslings stiftelse.
Bergsråd 1962.